# أسفل غيلة (يهر)

تعديل مصدري - تعديل

اسفل غيلة هي إحدى قرى عزلة يهر بمديرية يهر التابعة لمحافظة لحج، بلغ تعداد سكانها 124 نسمة حسب تعداد اليمن لعام 2004.